# Comuna Mischii, Dolj
Mischii este o comună în județul Dolj, Oltenia, România, formată din satele Călinești, Gogoșești, Mischii (reședința), Mlecănești, Motoci și Urechești.

## Geografie

### Localizare
Comuna Mischii este așezată în N-E județului Dolj și a orașului Craiova, la aproximativ 10 km de acesta, în câmpia colinară a Podișului Getic, pe valea râului Teslui și a afluenților săi Oda, Tarova, Vișina, Ocina, precum și a afluenților Gemărtăluiului.
Prin comună trece șoseaua națională Craiova-Bălcești-Rm. Vâlcea (prin satul Motoci) din care se ramifică drumul judetean 641 care leagă celelalte sate ale comunei.
Comuna Mischii are o suprafață de 4.993 de ha, altitudinea maximă fiind de 225 m în partea de nord a comunei, în pădurea Călinești, iar altitudinea minimă este de 175 m in satul Motoci.

### Vecini
- N - comuna Murgași și comuna Goiești
- E - comuna Ghercești
- V - comuna Șimnicu de Sus

### Climă
Temperatura medie anuală este de 10,8 grade Celsius temperatura maximă absolută este de 41,5 grade Celsius fiind inregistrată în data de 5.07.1916 temperatura minimă absolută este de -30,5 grade Celsius fiind inregistrată în data de 30.01.1942 cantitatea medie a precipitațiilor este de 520mm/anul, luna cea mai ploioasă fiind februarie, iar cea mai secetoasă fiind iunie.

### Rețea hidrografică
Datorită cursului schimbător al prâului Teslui, s-a produs rectificarea cursului, de-a lungul căruia se află satele Motoci, Mischii, Urechești, Melcănești, satele Călinești și Gogoșești aflâdu-se de-a lungul afluenților Geamărtăluiului.

## Demografie
Componența etnică a comunei Mischii
     Români (91,25%)
     Alte etnii (0,28%)
     Necunoscută (8,47%)
Componența confesională a comunei Mischii
     Ortodocși (88,1%)
     Adventiști (2,13%)
     Alte religii (0,62%)
     Necunoscută (9,15%)
Conform recensământului efectuat în 2021, populația comunei Mischii se ridică la 1.782 de locuitori, în creștere față de recensământul anterior din 2011, când fuseseră înregistrați 1.760 de locuitori. Majoritatea locuitorilor sunt români (91,25%), iar pentru 8,47% nu se cunoaște apartenența etnică. Din punct de vedere confesional, majoritatea locuitorilor sunt ortodocși (88,1%), cu o minoritate de adventiști (2,13%), iar pentru 9,15% nu se cunoaște apartenența confesională.

## Politică și administrație
Comuna Mischii este administrată de un primar și un consiliu local compus din 11 consilieri. Primarul, Gheorghe Popa[*], de la Partidul Național Liberal, este în funcție din 2008. Începând cu alegerile locale din 2024, consiliul local are următoarea componență pe partide politice:
|  | Partid                          | Consilieri | Componența Consiliului | Componența Consiliului | Componența Consiliului | Componența Consiliului | Componența Consiliului | Componența Consiliului |
|  | ------------------------------- | ---------- | ---------------------- | ---------------------- | ---------------------- | ---------------------- | ---------------------- | ---------------------- |
|  | Partidul Național Liberal       | 6          |                        |                        |                        |                        |                        |                        |
|  | Partidul Social Democrat        | 4          |                        |                        |                        |                        |                        |                        |
|  | Alianța pentru Unirea Românilor | 1          |                        |                        |                        |                        |                        |                        |

## Istorie
Comuna Mischii a fost înființată prin legea administrativă din 31 martie 1864, fiind compusă din: Mischii, Mlecănești și Munteni, această alcătuire fiind păstrată până in anul 1952. În anul 1952 se unește cu Motoci și va primi în componență satele Motoci și Urechești, iar în anul 1965 primește satele Călinești și Gogoșești, ce făceau parte din comuna Vulpeni - raion Balș.

## Economie
Comuna Mischii datorită așezării sale geografice are si a avut o economie înfloritoare. În anul 1892, comuna avea o suprafață de 5010 pogoane, din care 4512 pogoane arabile, 210 pogoane fânețuri, 100 pogoane vie.
În anul 1912 în comună se găseau o Bancă Populară "Alexandru Nicolaide" înființată în anul 1911, Obștea de Arendare "Izvorul țăranului" înființată în anul 1911, o moară pe benzină, 2 biserici, școală primară, primărie, post telefonic, post de jandarmi, agent sanitar și infirmieră.
Agricultura ocupă un loc important în economia comunei Mischii. Culturile agricole cultivate pe terenul agricol al comunei sunt: porumbul, care ocupă o suprafață de 35-40%, grâul, pe o suprefață de 40-45% și vița de vie pe o suprafață de 3%.
De asemenea, comuna Mischii este și zonă pomicolă, în anul 1995 fiind plantați 1180 de pomi fructiferi.
Dupa anul 1995 s-au inființat ferme paticulare de crestere a pocinelor si taurinelor, unele reusind sa țină pasul cu timpul, altele dispărând din economia de piață.
Trebuie amintit că în comuna Mischii există sonde pentru extragerea țițeiului, industria combustibililor apărând odată cu valorificarea zăcămintelor de țiței și gaze naturale existente în împrejurimile orașului Craiova.